# Feings (Loir-et-Cher)
Feings is een plaats en voormalige gemeente in het Franse departement Loir-et-Cher in de regio Centre-Val de Loire en maakt deel uit van het arrondissement Romorantin-Lanthenay. De plaats telde 717 inwoners op 1 januari 2018.

## Geschiedenis
Feigns is op 1 januari 2019 gefuseerd met de gemeenten Contres, Fougères-sur-Bièvre, Ouchamps en Thenay tot de gemeente Le Controis-en-Sologne. 

## Geografie
De oppervlakte van Feings bedraagt 16,52 vierkante kilometer; Op 1 januari 2018 was de bevolkingsdichtheid 43,4 inwoners per km².
De onderstaande kaart toont de ligging van Feings met de belangrijkste infrastructuur en aangrenzende gemeenten.

## Demografie
Onderstaande figuur toont het verloop van het inwonertal.
Contres · Feings · Fougères-sur-Bièvre · Ouchamps · Thenay